# 33e cérémonie des Television Critics Association Awards
La 33e cérémonie des Television Critics Association Awards a lieu le 5 août 2017 à Beverly Hills.
Les prix récompensent les programmes télévisés diffusés au cours de la saison 2016-2017.
Les premières nominations sont annoncées le 19 juin 2017.

## Palmarès
Les lauréats sont indiqués ci-dessous dans chaque catégorie et en caractères gras.

### Série de l'année
★The Handmaid's Tale (Hulu)
- Atlanta (FX)
- Big Little Lies (HBO)
- The Leftovers (HBO)
- Stranger Things (Netflix)
- This Is Us (NBC)

### Meilleure nouvelle série
★This Is Us (NBC)
- Atlanta (FX)
- The Crown (Netflix)
- The Good Place (NBC)
- The Handmaid's Tale (Hulu)
- Stranger Things (Netflix)

### Meilleure série dramatique
★The Handmaid's Tale (Hulu)
- The Americans (FX)
- Better Call Saul (AMC)
- The Crown (Netflix)
- Stranger Things (Netflix)
- This Is Us (NBC)

### Meilleure série comique
★Atlanta (FX)
- Black-ish (ABC)
- Fleabag (Amazon)
- The Good Place (NBC)
- Master of None (Netflix)
- Veep (HBO)

### Meilleure interprétation dans une série dramatique
★Carrie Coon – Fargo (FX) & The Leftovers (HBO)
- Sterling K. Brown – This Is Us (HBO)
- Claire Foy – The Crown (Netflix)
- Nicole Kidman – Big Little Lies (HBO)
- Jessica Lange – Feud: Bette and Joan (FX)
- Elisabeth Moss – The Handmaid's Tale (Hulu)
- Susan Sarandon – Feud: Bette and Joan (FX)

### Meilleure interprétation dans une série comique
★Donald Glover – Atlanta (FX)
- Pamela Adlon – Better Things (FX)
- Aziz Ansari – Master of None (Netflix)
- Kristen Bell – The Good Place (NBC)
- Julia Louis-Dreyfus – Veep (HBO)
- Issa Rae – Insecure (HBO)
- Phoebe Waller-Bridge – Fleabag (Amazon)

### Meilleur film, mini-série ou téléfilm
★Big Little Lies (HBO)
- Fargo (FX)
- Feud: Bette and Joan (FX)
- Gilmore Girls: A Year in the Life (Netflix)
- The Night Of (HBO)
- The Wizard of Lies (HBO)

### Meilleur émission pour enfants
★Speechless (ABC)
- Le Village de Dany (PBS)
- Docteur La Peluche (Disney Junior)
- Elena d'Avalor (Disney Channel)
- Odd Squad (PBS)
- Sesame Street (HBO)

### Meilleure émission de téléréalité
★Leah Remini: Scientology and the Aftermath (en)
- The Circus (Showtime)
- The Great British Baking Show (PBS)
- The Keepers (Netflix)
- Shark Tank (ABC)
- Survivor: Game Changers (CBS)

### Meilleure émission d'information
★O.J.: Made in America (ESPN)
- Full Frontal with Samantha Bee (TBS)
- Last Week Tonight with John Oliver (HBO)
- The Lead with Jake Tapper (CNN)
- Planet Earth II (BBC America)
- Weiner (Showtime)

### Heritage Award
★Seinfeld (NBC)

### Career Achievement Award
★Ken Burns